# Rabindranath Tagore
Pour les articles homonymes, voir Tagore.
Rabindranath Thakur dit Tagore (রবীন্দ্রনাথ ঠাকুর (Rabīndranāth Thākur) ), né le 7 mai 1861 à Calcutta en Inde britannique et mort le 7 août 1941 dans la même ville, connu aussi sous le surnom de Gurudev, est un compositeur, écrivain, dramaturge, peintre et philosophe indien dont l'œuvre a eu une profonde influence sur la littérature et la musique du Bengale à l'orée du XXe siècle. Il est couronné par le prix Nobel de littérature en 1913. Nombre de ses romans et nouvelles ont été adaptés au cinéma, notamment par le cinéaste Satyajit Ray.
Issu de la caste des brahmanes pirali de Calcutta, Tagore compose ses premiers poèmes à l'âge de huit ans. À seize ans, il publie ses premières poésies substantielles sous le pseudonyme de Bhanushingho (« le lion du soleil »), et écrit ses premières nouvelles et drames dès 1877. Son instruction à domicile, sa vie à Shilaidaha (où son grand-père a construit une maison de campagne) ainsi que ses voyages font de Tagore un non-conformiste et un pragmatique. Il fait partie des voix qui se sont élevées contre le Raj britannique et il soutient comme Gandhi le mouvement pour l'indépendance de l'Inde.
Sa vie est tragique — il perd quasiment toute sa famille et est profondément affligé par le déclin du Bengale — mais ses œuvres lui survivent, sous la forme de poésies, romans, pièces, essais et peintures ainsi que l'institution qu'il a fondée à Shantiniketan, l'université Visva-Bharati.
Tagore a écrit des romans, des nouvelles, des chansons, des drames dansés ainsi que des essais sur des sujets politiques et privés. Gitanjali (L’Offrande lyrique), Gora et Ghare-Baire (La Maison et le Monde) sont parmi ses œuvres les plus connues. Ses vers, nouvelles et romans — dans lesquels il a fréquemment recours au lyrisme rythmique, au langage familier, au naturalisme méditatif et à la contemplation philosophique — ont reçu un accueil enthousiaste dans le monde entier. Tagore fut aussi un réformateur culturel et un polymathe qui modernisa l'art bengali en rejetant les restrictions qui le liaient aux formes indiennes classiques. Deux chants de son canon rabindrasangeet sont devenus hymnes nationaux respectifs du Bangladesh et de l'Inde : Amar Shonar Bangla et Jana Gana Mana.

## Biographie

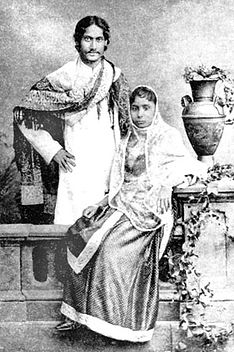
Rabindranath et sa femme Mrinalini Devi vers 1883.

Tagore (surnommé « Rabi ») est le plus jeune des quatorze enfants survivants de Debendranath Tagore et Sarada Devde. Il voit le jour à la résidence familiale (la Thakurbari) de Jorasanko à Calcutta. Fils d'un des fondateurs du mouvement Brahmo Samaj, et petit-fils de Dvarkanath Tagore, Tagore est élevé dans une famille d'artistes et de réformateurs sociaux et religieux opposés au système des castes et favorables à une amélioration de la condition de la femme indienne.
Après la cérémonie de l'Upanayanam (imposition du cordon brahmanique) à l'âge de 11 ans, Tagore et son père quittent Calcutta le 14 février 1873 pour un voyage de plusieurs mois en Inde. Ils visitent le domaine paternel de Santiniketan et Amritsar avant de gagner Dalhousie, au pied de l'Himalaya. Là, Tagore lit des biographies, étudie l'histoire, l'astronomie, la science moderne et le sanscrit, et se plonge dans les poèmes classiques de Kalidasa. En 1877, il accède à la notabilité en composant plusieurs œuvres, parmi lesquelles un long poème dans le style Maithili, exploré par Vidyapati.
Pour plaisanter, il soutient qu'il s'agit des œuvres perdues de Bhānusiṃha, un poète vaiṣṇava du XVIIe siècle récemment découvert. Il écrit aussi Bhikharini (1877 ; « La gueuse » — première nouvelle en langue bengalie) et Sandhya Sangit (1882) — dont fait partie le célèbre poème Nirjharer Swapnabhanga (« L'enthousiasme de la cascade »).
Envisageant de devenir avocat, Tagore s'inscrit en 1878 dans un établissement secondaire privé de Brighton en Angleterre. Il étudie le droit à l'University College de Londres, mais rentre au Bengale en 1880 avant d'avoir obtenu son diplôme. Le 9 décembre 1883, il épouse Mrinalini Devi, âgée de 10 ans (née Bhabatarini, 1873–1902). De cette union naîtront cinq enfants, dont deux mourront avant d'atteindre l'âge adulte. En 1890, Tagore commence à administrer le domaine familial de Shilaidaha (une zone qui appartient désormais au Bangladesh). Il y est rejoint par sa femme et ses enfants en 1898. Surnommé « Zamindar Babu », Tagore vit sur la luxueuse péniche familiale, la Padma, et parcourt le grand domaine pour collecter les redevances (essentiellement des gages) des paysans et se consacrer à leurs doléances. En retour, les villageois organisent des fêtes en son honneur. Ces années, qui constituent la période Sadhana de Tagore (de 1891 à 1895), ainsi baptisée d'après un de ses magazines, sont parmi ses plus fécondes sur le plan littéraire. Il y écrit plus de la moitié des 84 histoires de son ouvrage Galpaguchchha en trois tomes. Elles dépeignent avec ironie et émotion un large éventail de modes de vie, en particulier des villageois.

### Études à Saint-Xavier (Calcutta)
Rabindranath Tagore fréquente d'abord l'Oriental Seminary. Peu disposé à un système éducatif formel, il commence à étudier à domicile sous la houlette de professeurs particuliers. Son inscription en 1875 au Collège Saint-Xavier de Calcutta, fondé et tenu par les jésuites belges, constitue l'ultime tentative de sa famille de lui faire suivre un cursus classique. Il a connu là une bien meilleure expérience avec les enseignants et ses camarades. Rabindranath Tagore se souvient : « Je garderai toujours un souvenir de Saint-Xavier, la mémoire de ses enseignants ». Dans son livre Mes mémoires, il mentionne explicitement le Père Alphonse de Peñaranda (1834-1896), qui était professeur de mathématique et astronome.
« Nous avions eu une demi-heure pour remplir nos cahiers, et à un moment, la plume à la main, je suis devenu distrait et mes pensées erraient çà et là. Ce jour-là, le P. de Peñaranda était responsable de la classe. Il allait et venait derrière nos bancs. Il a dû remarquer plus d'une fois que ma plume ne bougeait pas. Tout d'un coup, il s'arrêta derrière mon siège. Penché sur moi, il posa doucement sa main sur mon épaule et tendrement demanda : « N'êtes-vous pas bien, Tagore ? » C'était une simple question mais je n'ai jamais pu oublier. »
Le nom de Rabindranath apparaît deux fois — et incorrectement orthographié — dans le calendrier annuel du collège Saint-Xavier : « Nobindronath Tagore ». Comme sa fréquentation de l'établissement a été irrégulière, il n'a pas obtenu son examen du 5e degré (équivalent au CM2 français). Rabindranath Tagore a quitté ce collège en 1877. Il y reviendra en 1931 à la tête d'une fondation organisée par les enseignants et les élèves, destinée à recueillir des fonds, pour aider le peuple du Bengale après les graves inondations. Par la suite, il a été reçu à l’École Normale et à la Bengal Academy.

### Santiniketan (1901–1932)

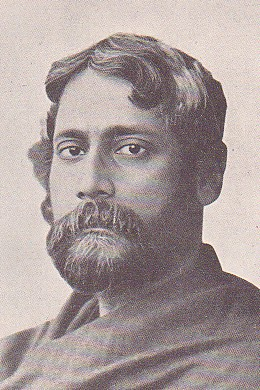
Photographie de Rabindranath Tagore, prise aux alentours de 1905 par Sukumar Ray (père de Satyajit Ray).

En 1901, Tagore quitte Shilaidaha et déménage à Santiniketan (Bengale-Occidental) pour fonder un ashram, qui par la suite prendra de l'importance et comprendra une salle de prière dallée de marbre (« le Mandir »), une école expérimentale, des pépinières, des jardins et une bibliothèque. C'est là que meurent la femme de Tagore ainsi que deux de ses enfants. Son père décède le 19 janvier 1905, et il commence à percevoir des versements mensuels de sa part d'héritage. Il reçoit également un revenu supplémentaire du Maharaja de Tripura, vend une partie des bijoux de famille, son bungalow au bord de la mer à Purî et perçoit de minces droits d'auteur pour ses œuvres (2 000 Rs.).
Ces travaux lui valent un large soutien des lecteurs bengalis, aussi bien qu'étrangers. Il publie ainsi Naivedya en 1901 et Kheya en 1906, tout en traduisant ses poèmes en vers libres.
Le 14 novembre 1913, Tagore apprend qu'il a remporté le prix Nobel de littérature. Selon l'académie suédoise, ce prix lui a été attribué pour le caractère idéaliste — et accessible aux lecteurs occidentaux — d'une petite partie de son œuvre traduite, dont Gitanjali (L’Offrande lyrique) parue en 1912. En 1915, Tagore accepte d'être fait chevalier de la couronne britannique. En 1919, après le Massacre d'Amritsar, il renonce à cette distinction pour se tenir au côté de ses compatriotes.
En 1921, Tagore et l'économiste agricole Leonard Elmhirst fondent l'Institut pour la reconstruction rurale (qui sera par la suite renommé par Tagore en Maison de la Paix), à Surul, un village voisin de l'ashram de Santiniketan. Par ce moyen, Tagore pense procurer une alternative au symbole du mouvement de Gandhi, basé sur la revendication, qu'il désapprouve. Il recrute des spécialistes, des donateurs et des soutiens officiels de nombreux pays pour aider l'institut à mettre en œuvre la scolarisation, comme moyen de « libération des villages des fers de l'impuissance et de l'ignorance » en « revitalisant le savoir ».
Au début des années 1930, il se préoccupe davantage de « l'anormale conscience de caste » en Inde et du sort des intouchables, faisant des cours sur ces maux, écrivant des poèmes et des drames, avec des protagonistes intouchables et en appelant les autorités du temple de Gurovayoor à admettre les dalits.

### Crépuscule (1932–1941)
Au cours de sa dernière décennie, Tagore continue de rester sous les feux de la rampe, reprochant publiquement à Gandhi d'avoir présenté le tremblement de terre de Bihar, survenu le 15 janvier 1934, comme un châtiment divin pour l'oppression des dalits. Il déplore également le début du déclin socio-économique du Bengale, et la pauvreté endémique de Calcutta.
Il compose son dernier poème en prose. Dans cette œuvre de cent vers, il utilise une diplopie dépouillée qui préfigure le film de Satyajit Ray Apur Sansar (Le monde d'Apu).
Tagore rassemble aussi 15 compilations de ses écrits, dont les poèmes en prose Punashcha (1932), Shes Saptak (1935), et Patraput (1936). Il poursuit ses expérimentations littéraires en composant des chants en prose et des drames dansés dont Chitrangada (1914), Shyama (1939), et Chandalika (1938). Il écrit également des romans : Dui Bon (1933), Malancha (1934), et Char Adhyay (1934).

Dans ses dernières années, Tagore se prend d'intérêt pour les sciences et écrit Visva-Parichay (une série d'essais) en 1937. Ses explorations de la biologie, de la physique et de l'astronomie ont des conséquences sur sa poésie qui souvent fait une large place au naturalisme et souligne son respect pour les lois scientifiques. Ainsi, il décrit la démarche scientifique (y compris des histoires de scientifiques) dans de nombreuses nouvelles parues dans des volumes tels que Se (1937), Tin Sangi (1940), and Galpasalpa (1941).
Les quatre dernières années de la vie de Tagore sont marquées par une douleur chronique et deux longs épisodes de maladie. Le premier débute quand Tagore perd conscience fin 1937 : il reste dans le coma au seuil de la mort pendant une longue période. Trois ans plus tard, fin 1940, un épisode similaire survient, dont il ne se remettra jamais. La poésie qu'il compose au cours de ces trois années compte parmi sa meilleure et se distingue par sa préoccupation pour la mort. Après de grandes souffrances, Tagore meurt le 7 août 1941 (22 Shravan 1348 dans le calendrier bengali) dans une chambre à l'étage de sa demeure de Jorasanko, le quartier de Calcutta où il a grandi.
L'anniversaire de sa mort est un jour de deuil dans l'administration, partout dans le monde bengalophone.

### Voyages

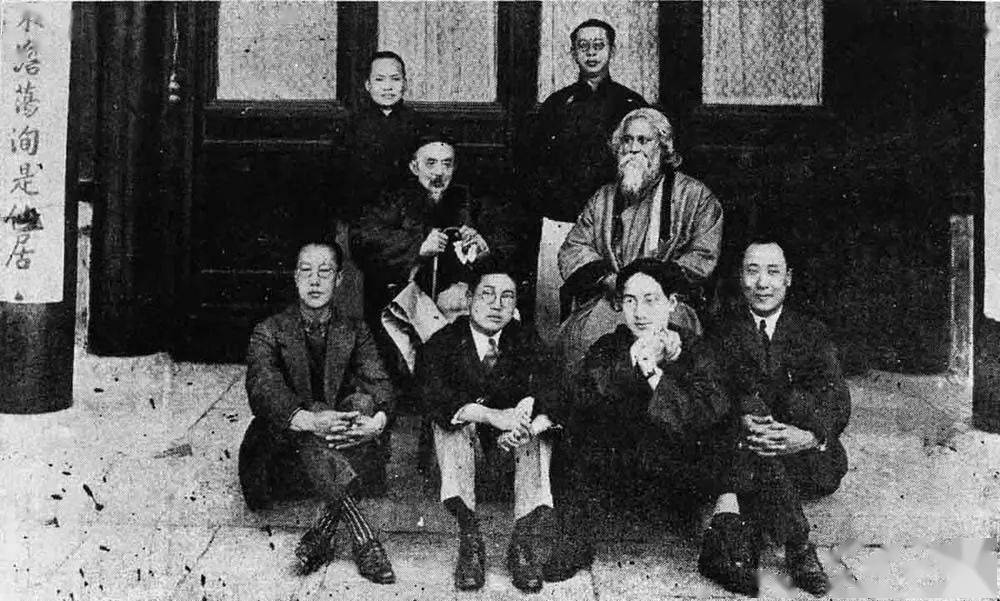
Tagore (au centre à droite) rend visite à des universitaires chinois à l'université Tsinghua en 1924.

Animé d'une remarquable soif de voyages, Tagore a visité plus de trente pays sur les cinq continents entre 1878 et 1932. Nombre de ces déplacements furent primordiaux pour familiariser des publics non-indiens à ses travaux et pour diffuser ses idées politiques. En 1912, il apporte en Angleterre un échantillon de ses œuvres traduites, où elles impressionnent le missionnaire et protégé de Gandhi Charles F. Andrews, le poète anglo-irlandais William Butler Yeats, Ezra Pound, Robert Bridges, Ernest Rhys, Thomas Sturge Moore, et bien d'autres.

Ainsi, Yeats signe la préface de la traduction anglaise de Gitanjali, tandis qu'Andrews rejoint Tagore à Santiniketan. Le 10 novembre 1912, il part pour les États-Unis et le Royaume-Uni, où il résidera à Butterton dans le Staffordshire avec des ecclésiastiques, amis d'Andrews.
Du 3 mai 1916 à avril 1917, Tagore poursuit ses tournées de conférences au Japon et aux États-Unis, durant lesquelles il fustige le nationalisme, en particulier celui du Japon et des États-Unis. Il écrit aussi l'essai intitulé « Nationalisme en Inde », qui lui vaut à la fois dérision et éloges (ces derniers de la part de pacifistes, parmi lesquels Romain Rolland).
En avril 1921, il est reçu en France par Albert Kahn dans sa propriété de Boulogne-Billancourt ainsi que dans sa villa du Cap Martin. Le banquier philanthrope lui ouvre le "cercle" de ses connaissances, parmi lesquelles le philosophe Bergson.
Peu avant de rentrer en Inde, âgé de 63 ans, Tagore se rend au Pérou, à l'invitation du gouvernement péruvien, et il visite le Mexique dans la foulée. Les deux gouvernements accordent à l'école Visva-Barati à Shantiniketan une donation de 100 000 US $[Quoi ?] en commémoration de sa venue.
Une semaine après son arrivée, le 6 novembre 1924, à Buenos Aires en Argentine, c'est un Tagore malade qui déménage à la Villa Miralrío sur l'insistance de Victoria Ocampo. Il repartira pour l'Inde en juin 1925. Le 30 mai 1926, Tagore rallie Naples en Italie. Il rencontre le dictateur fasciste Benito Mussolini à Rome le jour suivant. Leurs rapports cordiaux prennent fin avec l'allocution du 20 juillet 1926 de Tagore contre Mussolini.

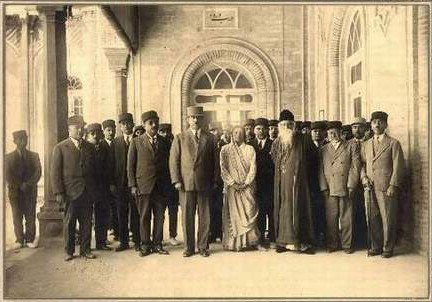
Tagore (premier rang, troisième personnage depuis la droite) rencontre des membres du Majlis d'Iran à Téhéran en avril ou mai 1932. Tagore visita Chiraz au cours de la même année.

Le 14 juillet 1927, Tagore et deux compagnons entament un périple de quatre mois en Asie du Sud-Est, passant par Bali, Java, Kuala Lumpur, Melaka, Penang, Siam, et Singapour. Les notes de voyage de Tagore sont compilées dans l'ouvrage « Jatri ».
Au début de 1930, il quitte le Bengale pour un voyage de près d'un an en Europe et aux États-Unis. Une fois revenu au Royaume-Uni, tandis que ses peintures sont exposées à Paris et à Londres, il séjourne dans la communauté des Amis à Birmingham. Là il rédige une conférence Hibbert pour l'Université d'Oxford (qui traite de « l'idée de l'humanité de notre Dieu, ou la divinité de l'Homme éternel») et s'exprime lors du rassemblement annuel des quakers à Londres. Là (au sujet des relations entre Britanniques et Indiens, un sujet auquel il se collètera durant les deux années suivantes), Tagore parle d'un « sombre fossé de séparation ». Il rend plus tard visite à Aga Khan III, résidant à Dartington Hall (Devon), puis il part pour le Danemark, la Suisse et l'Allemagne de juin à mi-septembre, et enfin se rend en Union soviétique. En avril 1932, Tagore — qui a eu connaissance des légendes et des œuvres du mystique perse Hafez — est invité en tant qu'hôte personnel du Shah d'Iran Reza Shah Pahlavi.
Tant de voyages approfondis permettent à Tagore d'interagir avec nombre de ses contemporains célèbres, parmi lesquels Henri Bergson, Albert Einstein, Robert Frost, Thomas Mann, George Bernard Shaw, H. G. Wells et Romain Rolland.
Les derniers voyages de Tagore à l'étranger, dont la visite de la Perse et de l'Irak en 1932 puis de Ceylan en 1933, affineront seulement ses opinions au sujet des divisions humaines et du nationalisme.

## Œuvres

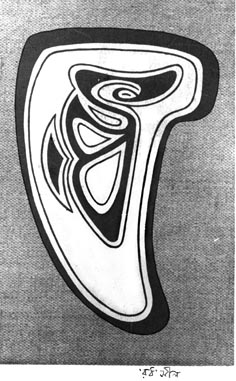
Les initiales de Tagore en bengali, les lettres র et ঠ, inscrites dans un sceau de bois, montrent de proches similitudes avec les motifs employés dans les sculptures traditionnelles haida. Tagore agrémentait souvent ses manuscrits de telles figures.

La réputation littéraire de Tagore est principalement fondée sur ses poèmes. Toutefois, il est l'auteur d'un nombre important de romans, essais, nouvelles, récits de voyage, drames et de milliers de chansons.
À la fin de sa vie, il s'adonna également à la peinture.
Parmi ses œuvres en prose, ce sont sans doute les nouvelles qui recueillent le plus d'estime ; on lui doit notamment la genèse du genre en langue bengalie. Ces œuvres sont fréquemment remarquées pour leur nature rythmée, optimiste et lyrique. De telles histoires s'inspirent de sujets simples en apparence : la vie de gens ordinaires.

### Poésie
La poésie de Tagore, dont le style va du formalisme classique à la bande dessinée, visionnaire et extatique, trouve sa source dans la tradition des poètes vaishnava des XVe et XVIe siècles. Tagore a été profondément marqué par le mysticisme des Rishis, les auteurs des Upanishads, dont Vyāsa, celui du philosophe-poète Kabîr, ainsi que par celui du poète-chanteur Ramprasad Sen.
Cependant, au fil des années, la poésie de Tagore a gagné en maturité et est devenue innovante au contact de la musique populaire du Bengale rural, notamment les ballades bauls, et celles du barde Lalon en particulier. Celles-ci, redécouvertes et popularisées par Tagore, comportent des hymnes Kartābhajā du XIXe siècle qui mettent l'accent sur la divinité intérieure et s'insurgent contre l'orthodoxie religieuse et sociale.
Durant la période Shilaidaha, ses poèmes ont pris une teinte lyrique, s'exprimant par l'intermédiaire du manush maner (« l'homme dans le cœur » des bauls), ou méditant sur la devata jivan (le Dieu vivant intérieur). Cette représentation illustre la recherche d'une relation au divin à travers l'attrait de la nature et l'interaction émotionnelle du drame humain. Tagore a mis en œuvre de telles techniques dans ses poèmes Bhānusiṃha (qui relatent l'histoire d'amour de Radha et Krishna), qu'il a plusieurs fois retravaillés durant 70 ans.
Tagore répondit à la brutale émergence du modernisme et du réalisme dans la littérature bengalie en composant des œuvres expérimentales dans les années 1930. On peut citer par exemple Africa et Camalia, qui sont ses deux poèmes tardifs les plus connus. Il eut parfois recours au Shadhu Bhasha (une forme littéraire du Bengali proche du sanskrit) ; par la suite, il se mit à utiliser le Cholti Bhasha (une forme plus populaire). Parmi ses autres travaux remarquables on peut citer Manasi, Sonar Tori (le Bateau d'Or), Balaka (Oies Sauvages - métaphore des âmes migrantes) et Purobi. Le plus célèbre poème du Sonar Tori, dont le thème est celui de la nature éphémère de la vie et de la réussite, se termine par ces vers envoûtants : « শূন্য নদীর তীরে রহিনু পড়ি / যাহা ছিল লয়ে গেল সোনার তরী » (« Shunno nodir tire rohinu poŗi / Jaha chhilo loe gêlo shonar tori » — « Tout ce que j'avais réalisé était [parti] à bord du bateau d'or / et moi je restais en arrière. ») Sur le plan international, Gitanjali (গীতাঞ্জলি) est l'œuvre la plus connue de Tagore, et elle lui a valu le prix Nobel de littérature. Chant VII (গীতাঞ্জলি 127) de Gitanjali :

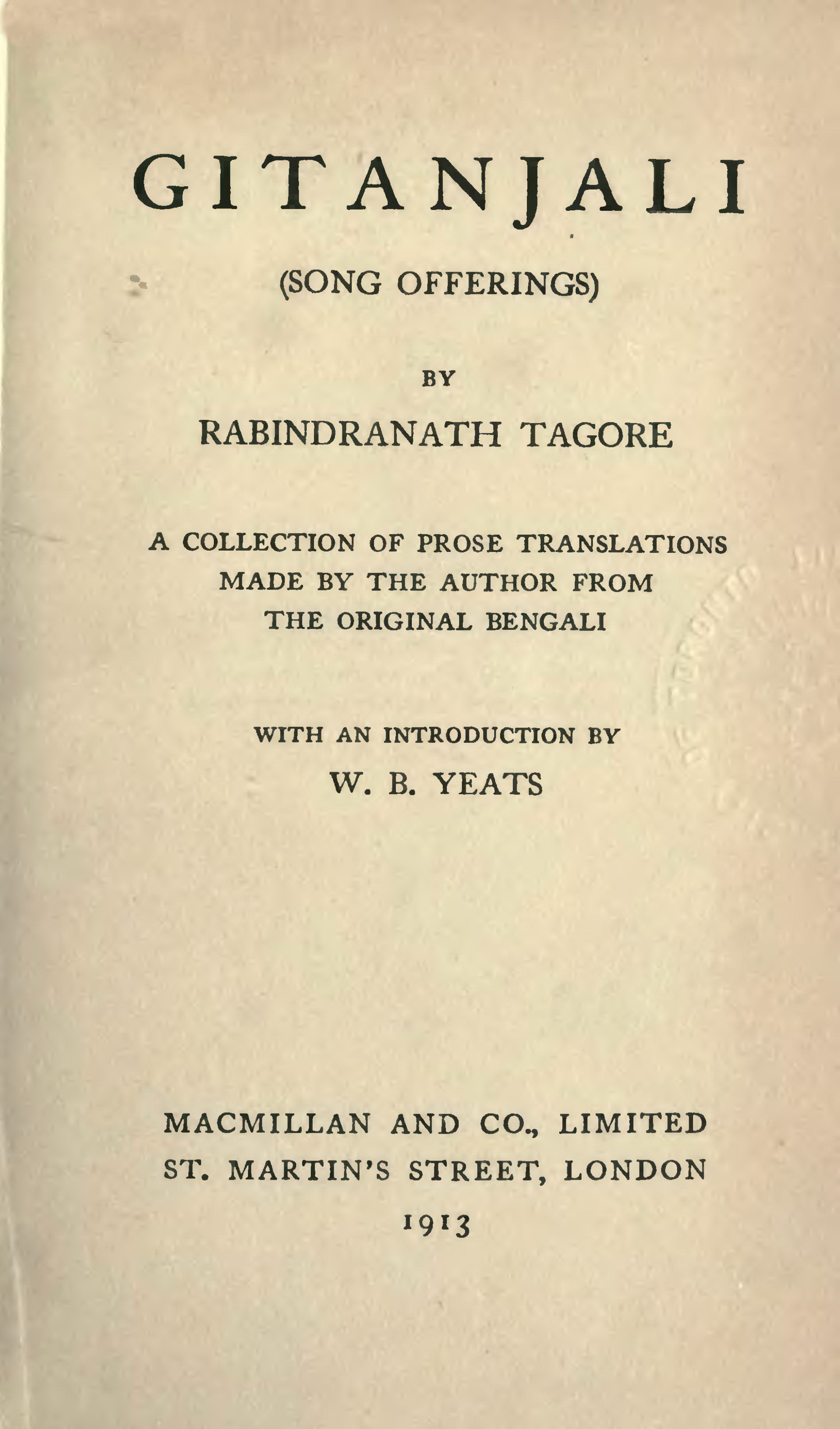
Page de garde d'une édition anglaise de 1913 de Gitanjali.

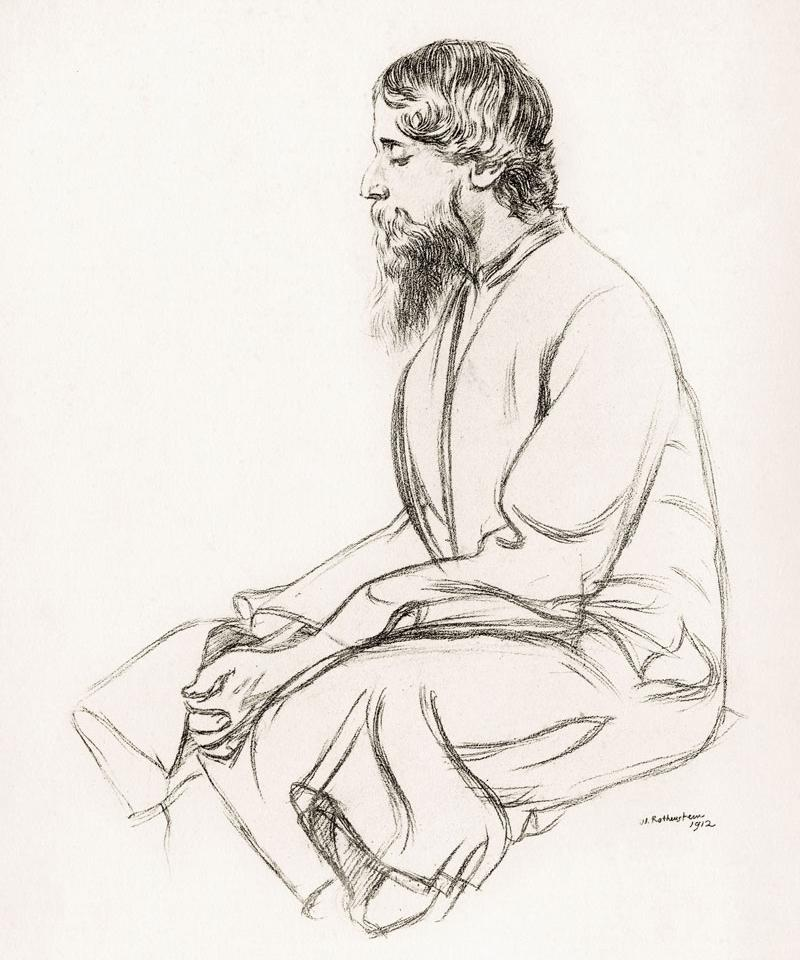
Frontispice de Gitanjali par William Rothenstein (1913).

| আমার এ গান ছেড়েছে তার সকল অলংকার, তোমার কাছে রাখে নি আর সাজের অহংকার। অলংকার যে মাঝে পড়ে মিলনেতে আড়াল করে, তোমার কথা ঢাকে যে তার মুখর ঝংকার। তোমার কাছে খাটে না মোর কবির গর্ব করা, মহাকবি তোমার পায়ে দিতে যে চাই ধরা। জীবন লয়ে যতন করি যদি সরল বাঁশি গড়ি, আপন সুরে দিবে ভরি সকল ছিদ্র তার। | Amar e gan chheŗechhe tar shôkol ôlongkar Tomar kachhe rakhe ni ar shajer ôhongkar Ôlongkar je majhe pôŗe milônete aŗal kôre, Tomar kôtha đhake je tar mukhôro jhôngkar. Tomar kachhe khaţe na mor kobir gôrbo kôra, Môhakobi, tomar paee dite chai je dhôra. Jibon loe jôton kori jodi shôrol bãshi goŗi, Apon shure dibe bhori sôkol chhidro tar. |

Traduction par André Gide (L’Offrande lyrique, chant VII) :
| « Mon chant a dépouillé ses parures. Je n’y mets plus d’orgueil. Les ornements gêneraient notre union ; ils s’interposeraient entre nous, et le bruit de leur froissement viendrait à couvrir tes murmures. » | « Ma vanité de poète meurt de honte à ta vue. Ô Maître-Poète ! je me suis assis à tes pieds. Que seulement je fasse de ma vie une chose simple et droite, pareille à une flûte de roseau que tu puisses emplir de musique. » |

L’œuvre poétique de Tagore a été mise en musique par divers compositeurs, parmi lesquels on peut citer le compositeur classique Arthur Shepherd (triptyque pour soprano et quatuor à cordes), Alexander von Zemlinsky avec sa célèbre Symphonie lyrique, Josef Bohuslav Foerster (cycle de chansons d'amour). Leoš Janáček, impressionné par une lecture publique de Tagore sur la littérature bengalie à l'Université Charles, utilisa le texte du Jardinier de Tagore pour son fameux chœur « Potulný šílenec » (« Le fou errant ») pour soprano, ténor, baryton et chœur d'hommes, JW 4/43. En 1917, ses mots furent traduits et habilement mis en musique par le compositeur anglo-néerlandais Richard Hageman pour devenir une des chansons anglaises considérée comme un des meilleurs morceaux : « Do not go my love » (Ed. Schirmer NY 1917). En 1936, Darius Milhaud écrit la musique de scène de la pièce de théâtre « Amal et la lettre du roi », traduite de l'anglais par André Gide. Le second mouvement du « One Evening » de Jonathan Harvey (1994) commence par l'extrait d'une lettre de Tagore : « As I was watching the sunrise... » Auparavant, ce compositeur avait déjà choisi un texte du poète bengali pour sa pièce intitulée « Song Offerings » (1985). De même, le « Praan » du compositeur de musiques de films Garry Schyman est une adaptation du poème « Stream of Life » tiré de Gitanjali. Ce dernier a été composé et enregistré avec la voix du chanteur américain Palbasha Siddique comme accompagnement de la vidéo virale du développeur de jeu vidéo Matt Harding.

### Romans
Tagore a écrit huit romans et quatre romans courts (novella), parmi lesquels Nashta-nirh (Chârulatâ) (1901), Chokher bali (1903), Naukadubi (Le Naufrage) (1905), Gora (1910), Chaturanga (A quatre voix) (1916), Ghare baire (La Maison et le Monde) (1916), Yogayog (Kumudini) (1929), Shesher kabita (1929), Char adhyay (Quatre chapitres) (1934).
- Ghare baire (La Maison et le Monde) dénonce - à travers le prisme du zamindar idéaliste Nikhil - l'émergence du nationalisme indien, le terrorisme, le zèle religieux dans le mouvement Swadeshi. C'est une franche expression des sentiments conflictueux de Tagore, qui ressortirent après un accès de dépression en 1914. Quoi qu'il en soit, ce roman se termine sur une scène de violence sectaire entre musulmans et hindous, et la blessure (probablement mortelle) de Nikhil.

- D'une certaine manière, Gora (du nom de son héros) partage le même thème, en amplifiant les questions controversées au sujet de l'identité indienne. Comme dans Ghare Baire, les questions de l'identité personnelle jāti, de la liberté individuelle et de la religion sont développées autour d'une histoire familiale et d'un triangle amoureux.

- Yogayog (Liaison) est une autre grande histoire dans laquelle l'héroïne Kumudini, liée par l'idéal de Shiva-Sati (Dakshayani) est déchirée entre la pitié pour la faillite de son frère aîné progressiste et compatissant et son mari, exploiteur, avare et patriarcal. Tagore montre là ses vues féministes, usant du pathos pour dépeindre la situation critique des femmes bengalies, piégées par la grossesse, le devoir et l'honneur familial. Simultanément, il évoque la décadence de l'oligarchie des propriétaires terriens.

D'autres romans sont plus réjouissants : 
- Shesher kabita (La poésie de la fin) constitue son roman le plus lyrique, entrecoupé de poèmes et de passages rythmés composés par le personnage principal (un poète). Il contient toutefois des éléments de satire et de post-modernisme. Des personnages-types s'en prennent unanimement à la réputation d'un vieux poète démodé à la renommée accablante qui, par une forme d'auto-dérision, porte le nom de Rabindranath Tagore.

Pourtant ces romans demeurent parmi les moins appréciées de ces œuvres. Ils ont cependant bénéficié d'un regain d'intérêt à travers les adaptations cinématographiques de réalisateurs comme Satyajit Ray. Ce fut notamment le cas le cas pour Charulata (tiré de Nashta nirh, Le nid détruit) et Ghare Baire, réalisés par ce dernier (respectivement en 1964 et 1984), ainsi que pour Chokher Bali (Le grain de sable [dans l'œil]), d'abord adapté par Satu Sen en 1938, du vivant même de l'auteur, puis en 2003 (Chokher_Bali). Dans leurs bandes originales figurent des extraits de son Rabindra sangeet.
Plusieurs de ces romans ont aussi donné lieu à des adaptations au théâtre.

### Nouvelles
La période « Sadhana » de Tagore, qui se situe entre 1891 et 1895, tient son nom d'un de ses magazines dans lequel il publia nombre de ses nouvelles. C'est une des plus fécondes, au cours de laquelle sont écrites plus de la moitié des histoires contenues dans le recueil en trois volumes Galpaguchchha (A Bunch of Stories, Bouquet d'histoires), recueil qui en comprend 84. Il demeure une des recueils les plus populaires de la littérature bengalie, inspirant de nombreux films à succès et pièces de théâtre (certaines publiées en français dans Épousailles et autres histoires et Le vagabond et autres histoires).
Ces histoires sont souvent prétexte à Tagore pour des réflexions sur son environnement, sur des idées modernes et à la mode, ou encore sur des jeux de l'esprit (auxquels Tagore s'adonnait pour tester son intelligence). Tagore associait ses premières histoires (comme celles de la période « Sadhana »), avec une exubérance de vitalité et de spontanéité : ces caractéristiques sont intimement reliées à sa vie dans les petits villages de Patisar, Shajadpur et Shidala, entre autres, tandis qu'il administrait les grands domaines familiaux. Là, il contemplait la vie des pauvres et des gens ordinaires. Il porte alors un regard pénétrant dans l'examen de ces vies, une singularité dans la littérature indienne jusqu'alors.
- Dans Le Vendeur de fruits de Kaboul (Kabuliwala, 1892), Tagore s'exprime à la première personne, comme citadin et romancier qui rencontre par hasard le marchand afghan. Il tente d'instiller le sentiment de nostalgie ressenti par ceux retenus longtemps prisonniers du confinement mondain et tâtonnant de la vie urbaine en Inde, rêvant d'une autre vie dans les montagnes lointaines et sauvages. «C'était des matins d'automne, à l'époque des conquêtes des rois d'antan ; et moi, frissonnant depuis mon petit quartier de Calcutta, je laissais vagabonder mon esprit à travers le vaste monde. Au simple nom d'un autre pays, mon cœur bondissait vers lui... Il me fallait m'abandonner au tissage d'une trame onirique : les montagnes, les vallées, la forêt... » De nombreuses autres histoires de Galpaguchchha sont écrites durant la période Sabuj Patra, de 1914 à 1917, ainsi nommée d'après un des magazines de Tagore.
- Dans Atithi (Le Vagabond, 1895; également adapté au cinéma), le jeune brahmane Tarapada est accueilli à bord du bateau d'un zamindar (propriétaire terrien) en croisière d'agrément. Le garçon révèle qu'il a fui sa maison pour entamer une longue errance. Le prenant en pitié et s'attachant à lui, le zamindar l'adopte et va jusqu'à arranger quelques mois plus tard, le mariage avec sa propre fille. Mais la nuit qui précède la noce, Tarapada fugue à nouveau.
- Strir Patra (La Lettre de l'épouse) est au sein de la littérature bengalie une des premières descriptions de l'émancipation montante des femmes. Mrinal, l'héroïne, mariée à un bourgeois bengali patriarcal typique rédige une lettre tandis qu'elle est en voyage. Dans sa lettre (qui constitue la nouvelle), elle détaille la petitesse de sa condition et ses luttes. Elle conclut en déclarant qu'elle ne retournera pas au domicile conjugal par ces mots : Amio bachbo. Ei bachlum, c'est-à-dire « Et je veux vivre. Là, je vis ».
- Dans Haimanti, Tagore s'en prend au mariage hindou et à la morne existence des femmes mariées bengalies, à l'hypocrisie qui afflige la bourgeoisie indienne. Haimati, une jeune femme sensible, doit se résoudre à sacrifier sa vie, à cause de sa liberté de penser. Dans le dernier passage, Tagore attaque directement la coutume indienne de glorifier la tentative d'auto-immolation de Sita pour se disculper aux yeux de son époux Rama.
- Il décrit aussi les tensions entre hindous et musulmans dans Musalmani Didi, un texte qui à bien des titres résume l'essence de l'humanisme de Tagore.
- Dans un tout autre registre Darpaharan met en avant la tendance de Tagore à l'introspection, en décrivant un jeune-homme nourrissant des ambitions littéraires. Bien qu'aimant sa femme, il souhaite étouffer sa carrière littéraire, la jugeant peu féminine. Il semble que Tagore ait lui-même eu de telles vues dans sa jeunesse. Darpaharan décrit l'humiliation finale de l'homme à travers l'acceptation des talents de son épouse.
- Jibito o Mrito a donné aux Bengalis un de leurs épigrammes les plus en usage : Kadombini moriya proman korilo she more nai (« Kadombini est morte, prouvant ainsi que non »).

### Non-fiction
Tagore est aussi sorti du champ de la fiction et a écrit sur des sujets aussi variés que l'histoire de l'Inde ou la linguistique. À côté de ses œuvres autobiographiques, ses journaux de voyages, essais et conférences ont été compilés dans de nombreux volumes, au nombre desquels on peut citer Iurop Jatrir Patro (Lettres d'Europe) et Manusher Dhormo (La religion de l'Homme).

### Pièces de théâtre
Âgé de 16 ans, Tagore expérimente pour la première fois le théâtre en tenant le rôle principal dans une adaptation par son frère Jyotirindranath du Bourgeois gentilhomme de Molière.
À 20 ans, il écrit son premier opéra dramatique Valmiki Pratibha (Le Génie de Valkimi, 1881), qui relate comment le bandit Valkimi amende son comportement, est béni par Sarasvatī et compose le Rāmāyana. À travers cette œuvre, Tagore explore avec vigueur un large palette de style et d'émotion dramatiques, recyclant par exemple des kirtans et des adaptations de mélodies populaires anglaises et irlandaises comme des chansons à boire.
Parmi ses autres drames musicaux, on peut citer Mayar khela (Les Jeux de l'enchantement, 1888) et Chitrangada (Chitra, 1892), ainsi que le ballet chanté Phalguni (Le cycle du printemps, 1916).
En 1890 il compose Visarjan (Le Sacrifice), adapté de son roman Rajarshi (le Sage royal, 1887), considéré comme son meilleur drame parmi les premiers.
Ses premiers drames composés en langue bengalie comportent encore des intrigues secondaires et des monologues étendus. Mais progressivement, mêlant étroitement courant lyrique et rythme émotionnel chevillés à une idée centrale, ils vont se distinguer des drames bengalis antérieurs, cherchant à articuler, selon les propres mots de Tagore, « le jeu des sentiments et non de l'action ». Plus tard, les drames de Tagore vont aussi utiliser des thèmes plus philosophiques et allégoriques.
- Une de ses pièces les plus célèbres, Dak Ghar (Le Bureau de Poste, 1912), traduit de l'anglais en français par André Gide sous le titre Amal et la lettre du roi, raconte comment un enfant qui s'efforce d'échapper à un étouffant confinement finit par « tomber endormi » (ce qui suggère sa mort physique). Cette histoire remporta un succès international, recevant des critiques enthousiastes en Europe, traite avec les mots de Tagore de « liberté spirituelle » dans « un monde d'abondance thésaurisée et de croyances certifiées ». Au cours de la Seconde Guerre mondiale, le médecin et éducateur polonais Janusz Korczak choisit de monter « Le bureau de Poste » avec les orphelins dont il s'occupe dans le ghetto de Varsovie. Cela se passe le 18 juillet, moins de trois semaines avant leur déportation dans le camp de la mort de Treblinka. Selon son principal biographe en anglais, Betty Jean Lifton, dans le livre Le Roi des Enfants, le Dr Korszak avait en haute estime la capacité de chacun à déterminer le moment et la manière de mourir. Il est possible qu'il ait essayé de trouver avec cette pièce de théâtre un moyen pour les enfants de son orphelinat d'accepter la mort.
- Raktakarabi (Red Oleanders, Les Lauriers de sang, 1926) compte aussi parmi ses plus fameux drames : c'est l'histoire d'un roi kleptocrate qui s'enrichit en obligeant ses sujets à extraire des minerais. Nandini, l'héroïne, parvient finalement à rallier les gens ordinaires pour détruire les symboles de l'assujettissement.
- Chandalika (Jeune fille intouchable, 1933) est construit d'après une ancienne légende bouddhiste, dans laquelle Ananda (le disciple de Gautama Bouddha) demande de l'eau à une jeune fille Adivasi (d'origine tribale).
- Parmi les autres pièces de Tagore, on peut encore citer Raja (Le roi de la chambre sombre, 1910) et Muktadhara (La Machine, 1922).

Les drames dansés tirés des pièces de Tagore sont couramment désignés comme les Rabindra Nritya Natya.

### Musique

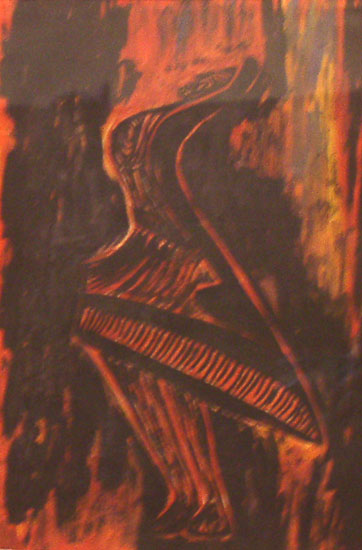
Dancing Girl, une encre sur papier non datée de Tagore.

Tagore a été un musicien prolifique. Il est le compositeur d'environ 2 230 morceaux, au nombre desquels son Rabindra Sangeet (রবীন্দ্র সংগীত— « Chant de Tagore »), désormais partie intégrante de la culture bengalie. Sa musique est indissociable de son œuvre littéraire, puisque les paroles de ses chansons sont très souvent des extraits de ses romans, histoires ou pièces. D'abord influencées par le style thumrî de la musique classique hindoustanie, elles explorent toute la gamme des émotions humaines, de ses premiers chants funèbres - tels que les hymnes de dévotion Brahmo - jusqu'à des compositions quasi-érotiques. Elles empruntent la couleur tonale des ragas classiques dans des proportions variables. Dans certains cas, ces chansons adoptent scrupuleusement la mélodie et le rythme d'un raga donné, dans d'autres il se permet d'assembler des éléments de différents types de ragas pour créer des formes novatrices.
Pour les Bengalis, l'attrait de ces chansons, produit par l'effet conjugué de leur puissance émotive et de leur beauté, surpasse même la poésie de Tagore. Au point que le magazine londonien Modern Rewiew fait observer qu'«au Bengale il n'y a pas un foyer cultivé où les chansons de Tagore ne sont pas chantées ou au moins tentées de l'être. Même les villageois illettrés les entonnent ». Le critique musical Arthur Strangways de The Observer est le premier à introduire des non-Bengalis au Rabindrasangeet avec son livre The Music of Hindostan (La musique de l'Hindoustan), où il le décrit comme le « médium d'une personnalité... [qui] va puiser dans l'arrière-plan de tel ou tel système musical, pour transporter à une telle beauté du son qui surpasse tous les systèmes. ».
Avec l'hymne national du Bangladesh Amar Shonar Bangla (আমার সোনার বাঙলা) et celui de l'Inde Jana-Gana-Mana (জন গণ মন), Tagore est le seul à avoir jamais écrit les hymnes nationaux de deux états. À son tour, le Rabindra Sangeet a influencé la manière de jouer de musiciens tels que le grand maître de la sitar Vilayat Khan et les sarodiyas Buddhadev Dasgupta et Amjad Ali Khan.

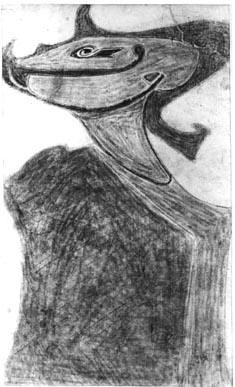
Dessin au pastel de R. Tagore inspiré d'un masque de Malanggan du nord de la Nouvelle-Irlande.

### Peinture
Âgé de soixante ans, Tagore se remet au dessin et à la peinture. Cette entrée tardive en peinture s'explique par l'admiration qu'il vouait à l'œuvre picturale de son neveu, le peintre Abanindranath Tagore. Longtemps, il se limita donc à employer son œil artistique pour sa propre calligraphie, embellissant les gribouillis, les rayures et la disposition des mots de ses manuscrits avec de simples leitmotivs artistiques, dont des motifs purement rythmiques. Quand il se résolut à prendre les pinceaux, il fut, comme pour ses autres disciplines, très prolifique. Plusieurs expositions réussies de ses œuvres ont lieu en Europe, d'abord à Paris, encouragé par des artistes rencontrés dans le Sud de la France.
Il a été avancé que Tagore était atteint de protanopie (une forme de daltonisme) ou d'une déficience partielle dans le discernement des couleurs (rouge-vert dans le cas de Tagore). Il peignait en effet dans un style caractérisé par des singularités dans les ordonnancements esthétiques et picturaux.
Parmi ses nombreuses inspirations dans des genres divers, on peut noter celui de l'art du peuple Malanggan du Nord de la Nouvelle-Irlande, en Papouasie, des sculptures haida des peuples amérindiens de la côte ouest du Canada, ou des gravures sur bois de Max Pechstein.

## Œuvres traduites en français
La plupart des œuvres de Tagore ont été traduites de l'anglais dans les années 1910-1930. Publiées chez Gallimard, les rééditions reprennent ces versions. Les traductions à partir du bengali, plus fidèles, sont à préférer.

### Recueils de poèmes
- L’Offrande lyrique (Song Offerings, 1912), NRF, 1914. Traduction de l'anglais par André Gide.
  - L'Offrande lyrique, La Corbeille de fruits, Gallimard, 1971.  (ISBN 2070317889 et 978-2070317882)
- Le Jardinier d’amour (The Gardener, 1913), NRF, 1919. Traduction de l’anglais par H.Mirabaud-Thorens.
- La Jeune Lune, (The Crescent Moon, 1913), NRF, 1923. Traduction de l’anglais par Mme Sturge-Moore.
  - Le Jardinier d'amour; La Jeune lune, Paris, Gallimard, 1980.
- Poèmes de Kabir (Songs of Kabir, 1915), NRF, 1922, traduit de l'anglais par H.Mirabaud-Thorens.
- Cygne (Balaka, 1916, A Flight of Swans), Mercure de France, traduit par Kâlidâs Nâg et Pierre-Jean Jouve
- La Corbeille de fruits (Fruit Gathering, 1916), NRF, 1920. Traduction de l’anglais par H.Du Pasquier. Contient Gitali, Gitimalya, Chitra, Smarana, Balaka, Utsarga, Katha, Kheya.
- La Fugitive (The Fugitive, 1921), NRF, 1922. Traduit de l'anglais par R Brimont et H.Mirabaud-Thorens.
  - La Fugitive, Poèmes de Kabir, Gallimard, Connaissance de l'Orient, 2004.  (ISBN 207072087X et 978-2070720873)
- L'Écrin vert (Patraputa, 1932), Gallimard, 2008, traduit du bengali par S.G.Banerjee  (ISBN 2070120465 et 978-2070120468) Contient Allée (Bîthikd), Bourgeons (Patraputa), Shydmali.
- Poèmes chantés/Song-poems, Michel de Maule (édition trilingue), 2005  (ISBN 2876231476 et 978-2876231474)
- L'Esquif d'or, Anthologie de l'œuvre poétique de R.Tagore, (The Golden Boat, 1932), Gallimard, 1997. Traduit du bengali par S.G.Banerjee  (ISBN 9782070746996)
- De l’aube au crépuscule, Table ronde, Esotérie, 1998  (ISBN 9782710308652), Points, 2008  (ISBN 9782757810217)
- La Barque d'or, traduction du bengali par Bee Formentelli, Éditions de Corlevour, 2020

### Romans
- Chârulatâ (Nashta-nirh, 1901), Éditions Zulma, 2009. Traduit du bengali par France Bhattacharya  (ISBN 9782843044410)
- Le Naufrage (Naukadubi, 1905), NRF, 1929. Traduit de l’anglais par H. Mirabaud-Thorens.
  - Le Naufrage, Gallimard, 1958, 1999, 2002  (ISBN 2070766705 et 978-2070766703), 2020.
- Gora (Gora, 1910), Robert Laffont, 1961. Traduction de l'anglais par M. Glotz (1927), revue à partir du bengali par Pierre Fallon.
  - Gora, Serpent à plumes, Rocher, 2002  (ISBN 284261321X et 978-2842613211)
- A quatre voix (Chaturanga, 1916, Quartet), Editions du Sagittaire, 1924. Traduit de l'anglais par Madeleine Rolland.
  - A quatre voix, Rombaldi, 1961; Gallimard « Quarto », 2020.
- La Maison et le Monde (Ghare baire 1916, The Home and the World), Payot, 1921. Traduit de l'anglais par F. Roger-Cornaz.
  - La Maison et le monde, Payot, 2002  (ISBN 2228896047 et 978-2228896047); Gallimard « Quarto », 2020.
- Kumudini (Yogayog, 1929), Éditions Zulma, 2013. Traduit du bengali par F. Bhattacharya  (ISBN 978-2-84304-659-9)
- Quatre chapitres (Char adhyay, 1934), Éditions Zulma, 2010. Traduit du bengali par F. Bhattacharya  (ISBN 2843044472 et 978-2843044472).

### Recueils de nouvelles
- Mashi, Gallimard, 1925. Traduction de l'anglais par H.Du Pasquier.
  - Mashi, Gallimard, Connaissance de l'orient, 1991  (ISBN 9782070723065)
- Épousailles et autres histoires (nouvelles issues de Galpaguchcha), Paris, Félin, 1989  (ISBN 978-2-86645-048-9)
- Le Vagabond et autres histoires (nouvelles issues de Galpaguchcha), NRF, 1962. Traduit du bengali par Christine Bossennec et Kamaleswar Brattacharta.
  - Le Vagabond et autres histoires, Gallimard, 1983. Contes.
- Aux bords du Gange et autres nouvelles, Gallimard, 2010. Traduit de l'anglais par H.Pasquier.
- La Petite Mariée suivi de Nuage et soleil, Gallimard, Folio, 2004. Traduit du bengali par C. Bossennec et K. Bhattacharya  (ISBN 978-2-07-031458-4)
- Histoires de fantômes indiens, Cartouche, 2006  (ISBN 9782915842111) et Arléa, 2008. Traduit du bengali par Ketaki Dutt-Paul et Emmanuel Pierrat. Nouvelles fantastiques.  (ISBN 2869598025 et 978-2869598027)
- Le Prince charmant et quatorze autres contes, Editions C;-A Hogman, 1946. Illustrations de Andrée Karpèles. Traduction d'Amrita.
- Kabuliwallah, Éditions Zulma, 2016. Traduit du bengali par Bee Formentelli

### Essais et mémoires
- Souvenirs (Jivansmriti, 1912, My Reminiscences, 1917), NRF, 1924. Traduit de l'anglais par E.Pieczynska.
  - Souvenirs, Gallimard, Connaissance de l'Orient, 1992.  (ISBN 2070724336 et 978-2070724338)
- Sadhana (Sadhana, 1916, Sâdhanâ : The Realisation of Life, 1913), Albin Michel, 1996. Traduction de Jean Herbert  (ISBN 2226085866 et 978-2226085863)
- Les Oiseaux de passage (Stray Birds, 1916), Le Noroît, 2008. Traduit de l'anglais et présenté par Normand Baillargeon. Recueil d'aphorismes.  (ISBN 2890186393 et 978-2890186392)
- Le Message de l'Inde au Japon, Conférence faite à l'Université Impériale de Tokio le 18 juin 1916, traduite de l'anglais par Andrée Jouve, et publiée dans le numéro d'avril 1917 de la revue Les cahiers idéalistes français (https://gallica.bnf.fr/ark:/12148/bpt6k65576372/f5.vertical)
- La Religion de l'homme (The Religion of Man, 1931), Paris, Rieder, 1933. Traduit de l'anglais par J. Droz-Viguié.
- Nationalisme (Nationalism, 1917), Paris, Delpeuch, 1931. Traduit de l'anglais par Cecil Georges-Bazile.
- Lettres à un ami, Rieder, 1931.
- Souvenirs d'enfance (Chelebela, 1940, Boyhood Days ), NRF, 1964. Traduit du bengali par C.Bossenec et R.Datta.
  - Souvenirs d'enfance, Gallimard, 1985  (ISBN 2070704521 et 978-2070704521)
- Vers l'homme universel (Towards Universal Man, 1961), NRF, 1964. Traduit de l'anglais par K.Johnston.
  - Vers l'homme universel, Paris, Gallimard, 1986  (ISBN 2070261794 et 978-2070261796)
- La Demeure de la paix, Stock, Philosophie, 1998, Traduit du bengali par Renée Souchon  (ISBN 9782234049796)
- Le Christ, Editions Brepols, 1995.
- Une école sans murs. Arts, nature et cosmopolitisme au cœur de l'éducation, Édition préparée et présentée par Normand Baillargeon et Chantal Santerre, Écosociété, Montréal, 2021.

### Théâtre
- Le Roi de la chambre sombre (Raja, 1910; The King of the Dark Chamber, 1914), Genève, Aviatic, 1952. Traduit de l’anglais par P.Ceresole.
- Amal et la lettre du roi (Dakghar, 1912; The Post Office, tr. W.B.Yeats, 1913), Paris, Gallimard, 1924. Traduit de l'anglais par A.Gide.
  - Amal et la lettre du roi, Gallimard, 1962  (ISBN 2-07026-173-5)
- Le Cycle du printemps (Phalguni, 1916; The Cycle of Spring, 1917), Stock, 1926. Traduit de l’anglais par H.Mirabaud-Thorens.
- La Machine. Drame en un acte et en prose (Muktadhara, 1922), Rieder, 1929. Traduit du bengali par F.Benoit et A.C.Chakravarty.
- Les Lauriers de sang (Raktakarabi, 1926), Gallimard, 2020. Traduit du bengali par Saraju Gita Banerjee.

## Adaptations musicales
Les artistes Will Oldham (aka Bonnie Prince Billy) et Mick Turner (aka Marquis de Tren) ont mis en musique quelques poèmes tirés de Gitanjali dans l'album Get On Jolly (2000).

## Adaptations cinématographiques
Liste non exhaustive
- 1938 : Chokher Bali, film film indien bengali réalisé par Satu Sen, adaptation du roman éponyme
- 1957 : Kabuliwala, film indien bengali réalisé par Tapan Sinha, adaptation de la nouvelle éponyme (Le vendeur de fruits de Kabul, 1892)
- 1960 : Kshudhita Pashan, film indien bengali réalisé par Tapan Sinha, adaptation de la nouvelle éponyme (Les pierres affamées, 1895)
- 1961 : Trois filles (Teen Kanya), film indien bengali réalisé par Satyajit Ray, adaptation en triptyque des nouvelles Le Receveur des postes (1891), Manihara (Les bijoux perdus, 1898) et Samapti (La Conclusion, 1893)
- 1961 : Kabuliwala, film indien hindi réalisé par Hemen Gupta
- 1964 : Charulata (চারুলতা), film indien bengali réalisé par Satyajit Ray, adaptation du roman bref (novella) Nashta-nirh
- 1965 : Atithi, film indien bengali réalisé par Tapan Sinha, adaptation de la nouvelle éponyme (Le Vagabond, 1895)
- 1971 : Uphaar, film indien hindi réalisé par Sudhendu Roy, adaptation de la nouvelle Samapti (La Conclusion, 1893)
- 1984 : La Maison et le Monde (Ghare-Baire), film indien bengali réalisé par Satyajit Ray, adaptation du roman éponyme
- 2003 : Chokher Bali (চোখের বালি), film indien bengali réalisé par Rituparno Ghosh, adaptation du roman éponyme
- 2008 : Chaturanga (চতুরঙ্গ), film indien bengali réalisé par Suman Mukhopadhyay, adaptation du roman éponyme

## Citations
The Indian Runner de Sean Penn (1991). La phrase de Tagore « Every new born child brings the message that God is not yet discouraged of man » est citée avant le générique.
« Car il y a de graves questions que la civilisation occidentale a posées devant le monde, et auxquelles elle n'a pas complètement répondu. Les conflits entre l'individu et l'État, le travail et le capital, l'homme et la femme ; les conflits entre l'avidité du gain matériel et la vie spirituelle de l'homme, entre l'égoïsme organisé des nations et les idéaux les plus élevés de l'humanité ; les conflits entre toutes les complexités laides, inséparables des organisations gigantesques du commerce et de l'État, et l'instinct naturel de l'homme criant vers la simplicité, la beauté, et la plénitude du loisir, — tout cela doit se résoudre en harmonie ; comment ? on ne peut même encore le concevoir. » Le Message de l'Inde au Japon, Conférence faite à l'Université Impériale de Tokyo le 18 juin 1916.